# Осеола (округ, Айова)
Осео́ла (англ. Osceola County) — округ в США, штате Айова. На 2000 год численность населения составляла 7003 человек. По оценке бюро переписи населения США в 2009 году население округа составляло 6344 человек. Окружным центром является город Сибли.

## История
Округ Осеола был сформирован 15 января 1851 года и назван назван в честь Оцеолы неформального лидера и военачальника индейского племени семинолов, который возглавлял небольшой отряд воинов семинольского сопротивления во время Второй Семинольской войны.

## География
Согласно данным Бюро переписи населения США площадь округа Осеола составляет 1032 км².

### Основные шоссе
- Шоссе 59
- Автострада 9
- Автострада 60

### Соседние округа
- Ноблс, Миннесота  (северо-запад)
- Джэксон, Миннесота  (северо-восток)
- Дикинсон  (восток)
- О’Брайен  (юг)
- Лайон  (запад)

## Демография
По данным переписи населения 2000 года в округе проживало 7003 жителей. Среди них 23,0 % составляли дети до 18 лет, 18,5 % люди возрастом более 65 лет. 50,4 % населения составляли женщины.
Национальный состав был следующим: 98,5 % белых, 0,3 % афроамериканцев, 0,4 % представителей коренных народов, 0,2 % азиатов, 4,0 % латиноамериканцев. 0,6 % населения являлись представителями двух или более рас.
Средний доход на душу населения в округе составлял $16463. 8,8 % населения имело доход ниже прожиточного минимума. Средний доход на домохозяйство составлял $43681.
Также 81,1 % взрослого населения имело законченное среднее образование, а 13,4 % имело высшее образование.